# Johann Lukas Schönlein
Johann Lukas Schönlein (n. 30 noiembrie 1793 - d. 23 ianuarie 1864) a fost medic german, profesor de medicină (terapeutică și patologie). 

## Biografie
Schönlein a studiat medicina la Landshut, Jena, Göttingen și Würzburg. La această din urmă universitate devine profesor în 1817, la absolvire, ca să continue cariera didactică la Zürich, începând din 1833, iar din 1839 este profesor la Berlin, unde predă  terapeutica și patologia. Aici a avut printre discipoli și pe iluștrii de mai târziu Rudolf Virchow și Theodor Billroth.
Schönlein a fost și medicul personal al lui Friedrich-Wilhelm al IV-lea, rege al Prusiei în 1840 - 1861.

## Activitate
Schönlein a adus o contribuție însemnată în modernizarea învățământului medical german, introducând metoda experimental-științifică în stabilirea diagnosticului. De asemenea, a fost printre primii profesori de medicină germani care a predat în limba maternă și nu în latină.